# Пришелец Зим
«Пришелец Зим» (англ. Invader Zim) — американский мультсериал от Nickelodeon.
Было показано 27 серий, которые были разделены на 2 сезона:
- Первый сезон: 30 марта — 26 октября 2001 года
- Второй сезон: 22 марта 2002 — 27 декабря 2006 года

Творцом концепции мультсериала и режиссёром является создатель комиксов Джонен Васкес (англ. Jhonen Vasquez).
В России премьера состоялась 5 сентября 2022 года на телеканале 2x2 под названием «Пришелец Зим».

## Сюжет
В основе сюжета — история захватчика Зима, страдающего манией величия зеленокожего инопланетянина-неудачника, тщетно пытающегося уничтожить или поработить Землю. Из-за своего маленького роста Зиму приходится ходить в школу и выдавать себя за школьника с редким кожным заболеванием. При этом захватить планету ему всё время мешает лишь одноклассник Диб — параноидальный любитель аномальных явлений. На фоне сюжета в сериале жёстким образом высмеиваются многие явления и институты общественной жизни на Западе, такие как государственные праздники, национальная безопасность и система образования.

## Персонажи

### Главные герои
- Зим (англ. Zim) — стереотипный инопланетянин с планеты Ирк (англ. Irk), главный герой сериала. Самовлюблённый, страдающий манией величия пришелец, который пытается скрыть своё внеземное происхождение. Постоянно пытается захватить Землю и уничтожить человеческий род, но у него ничего не получается. Зиму приходится постоянно маскироваться: при общении с местным населением самая используемая его маскировка — контактные линзы и парик, при этом он всё равно носит свою инопланетную розовую одежду. Зелёную кожу и заметную нехватку ушей инопланетянин объясняет кожными болезнями. Отлично разбирается в механизмах и умело приспосабливается к окружающей среде. Придумывал много гениальных планов по захвату Земли, но все они рушились, в основном, по вине Г.И.Р.-а или Диба.
- Г.И.Р. (англ. G.I.R.) — неисправная модель иркенского S.I.R. (Standard Issue Information Retrieval, с англ. — «Стандартный Информационный Разведчик»). Значение буквы «G» («Г») нигде не расшифровывается, даже сам Г.И.Р. этого не знает. Был выбран Высочайшими, назвавшими робота новейшей секретной разработкой, из мусорного бака — в его голову они положили горсть мусора. Невменяемый, но при этом весёлый робот, часто меняющий режим работы, что внешне выражается сменой цвета его глаз, которые пылают красным, когда он выполняет приказы Зима. В основном помочь Зиму ему не удаётся, а если и выходит, то случайно, мешая различным врагам. В качестве маскировки носит костюм зелёной собаки, которая весьма заметна, ведь молния костюма находится спереди. Любит есть и смотреть мультфильмы по телевизору, особенно «Шоу Страшной Обезьяны».
- Диб (англ. Dib) — мальчик 10-12 лет. Враг Зима и его параноидальный одноклассник. Вундеркинд. Интересуется всем паранормальным и особенно пришельцами. Диба презирают и часто высмеивают одноклассники, которые из-за его диковинных теорий считают мальчика сумасшедшим. Он единственный, кто замечает, что Зим — инопланетянин, и постоянно пытается всем указать на это. Отлично разбирается в технике, даже в инопланетных технологиях Зима. Имеет сложные отношения с отцом. Как и у прочих персонажей, у Диба невероятно большая голова, которую иногда высмеивают.
- Гэз (англ. Gaz) — сестра Диба. Занимает в мультфильме важное место, но редко принимает активное участие в разоблачении Зима. Гэз признаёт, что Зим — инопланетянин, но не обращает на это внимания, потому что полагает, что он «слишком глуп, чтобы захватить мир»[2]. Единственное, к чему эта девочка, кажется, проявляет интерес — видеоигры. Хотя она иногда и помогала Дибу, но только для того, чтобы удовлетворить свои собственные нужды. Чаще всего безразлично и с раздражением или презрением относится к своему брату, и часто угрожает сделать ему больно, чтобы заставить выполнять свои пожелания. Гэз обычно одевается в тёмных тонах, отдавая предпочтение готическому стилю. Имеет сильный и упрямый характер.

### Второстепенные персонажи
- Профессор Мембрана (англ. Professor Membrane) — гениальный учёный, отец Диба и Гэз. Работает в лаборатории и занят настолько, что с детьми видится всего раз в год. Остальное время общается с ними через коммуникатор в виде летающего монитора, его же посылает на родительские собрания. В одной из серий создал генератор, который не требовал энергоресурсов и мог обеспечить всё население Земли бесплатной энергией, но не запустил его, так как решил, что люди несерьёзно к этому относятся.
- Мисс Биттерс (англ. Ms. Bitters) — учительница в школе Зима. Пугает всех учеников своим видом.
- Всемогущие Высочайшие (англ. Almighty Tallest) — правители Иркенской империи. Сначала сослали Зима на Едорию (англ. Foodcourtia), так как в прошлый раз он чуть не уничтожил всю планету с помощью робота, а затем — на Землю.
- Тэк (англ. Tak) — иркен женского пола. Появлялась всего в одной серии, но быстро приобрела популярность. Желает отомстить Зиму за то, что он погубил её мечту и отправил её на планету Грязь (англ. Dirt). Роль озвучивает Оливия Джейн д'Або.
- Киф (англ. Keef) — мальчик, которого отличает бескрайний оптимизм. Навязчиво предлагал Зиму свою дружбу и настолько его этим злил, что однажды тот разработал план по убийству Кифа. Роль озвучивает Дэнни Кукси.
- Захватчик Скудж (англ. Invader Skoodge) — иркен. В отличие от Зима, Скудж удачливый захватчик, но Высочайшие презирают его за низкий рост. Появлялся в нескольких сериях. Роль озвучивает Тед Рэйми.

## История создания
Достигнув успеха в издании довольно эксцентричных комиксов, Джонен Васкес решил приняться за мультипликацию. Всплыла идея пафосного, маниакального, вечно кричащего инопланетного захватчика, которому всё никак не удаётся поработить планету из-за своей «кармы» неудачника. В качестве выпускающей компании Васкес выбрал Nickelodeon, что создало определённые трудности на пути продвижения сериала: политика компании не позволяла показывать смерти и не допускала нецензурную речь в своих мультфильмах. Многие серии были изменены или вообще запрещены к показу. Всего было запланировано 5 сезонов и один полнометражный мультфильм, завершающий эпопею, но из-за «низких рейтингов и жалоб зрителей на излишнюю жесткость мультфильма» (целевая аудитория студии — дети 6-14 лет) сериал был закрыт на середине второго сезона. Были попытки перенести работу на MTV, но они не увенчались успехом.

## ВРоссии
В 2022 году по заказу телеканала 2x2 сериал был переведён и озвучен на русский язык студией Sigil. Роли озвучивали: Александр Матвеев (Зим), Алексей Костричкин (Диб) и Лина Иванова (Гэз).

## Награды
- Эмми — выдана сценаристу сериала Кайлу Менке в категории «Выдающиеся достижения в анимации» в 2001 году (1-я серия 1-го сезона «Кошмар начинается»)
- Энни — выдана сценаристу сериала Стиву Ресселу в категории «Выдающиеся достижения в сценарном ремесле среди телевизионной анимации» в 2001 году («Кошмар начинается»)
- World Animation Celebration Awards — награда, выданная продюсерам сериала Джонену Васкесу, Стиву Ресселу и Мэри Хэррингтон (исполнительный продюсер) в категории «Лучшее название эпизода» в 2001 году  («Кошмар начинается»)